# Трисульфид диолова
Трисульфид диолова — бинарное неорганическое соединение
олова и серы
с формулой Sn2S3,
синевато-чёрные кристаллы,
не растворяется в воде.

## Получение
- Сплавление стехиометрических количеств чистых веществ:

{\displaystyle {\mathsf {2Sn+3S\ {\xrightarrow {745^{o}C}}\ Sn_{2}S_{3}}}}

## Физические свойства
Трисульфид диолова образует синевато-чёрные кристаллы
ромбической сингонии,
пространственная группа P cmn,
параметры ячейки a = 0,8881 нм, b = 0,3761 нм, c = 4,214 нм, Z = 12
(по другим данным a = 0,886 нм, b = 1,402 нм, c = 0,345 нм, Z = 4

).
Не растворяется в воде.